# Arroyo de San Serván
Arroyo de San Serván là một đô thị trong tỉnh Badajoz, Extremadura, Tây Ban Nha. Theo điều tra dân số 2005 (INE), đô thị này có dân số là 4083 người.